# Monts de la Jizera
 (juillet 2024).
Si vous disposez d'ouvrages ou d'articles de référence ou si vous connaissez des sites web de qualité traitant du thème abordé ici, merci de compléter l'article en donnant les références utiles à sa vérifiabilité et en les liant à la section « Notes et références ».

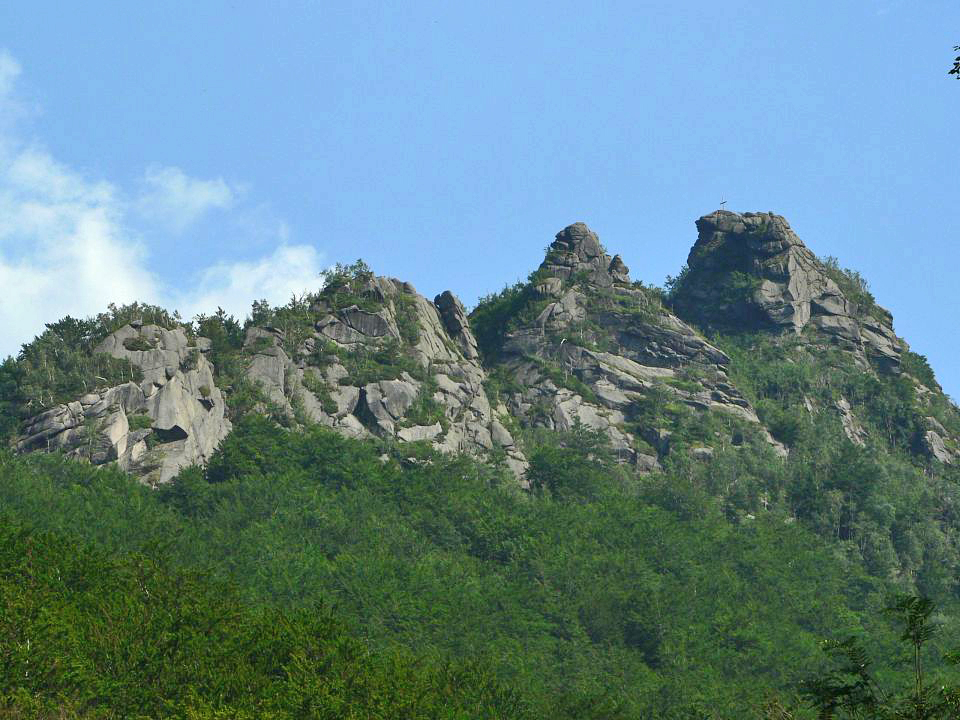
Frýdlantské cimbuří, formation granitique surplombant Bílý Potok (Liberec).

Les monts de la Jizera (ou de l’Izera) constituent une chaîne des Sudètes occidentales à la frontière polono-tchèque. Ils sont principalement formés de granite, avec quelques formations de basalte. Ces montagnes tirent leur nom de la Jizera, qui prend sa source au pied de la Smrk.
Le massif est une région pluvieuse : le 30 juillet 1897, la station de Nová Louka a enregistré des précipitations de 345,1 mm en 24 heures. Le record annuel a été mesuré à Jizerka avec 2 201 mm pour l'année 1926. Les sources de la Jizera, de la Kwisa et de la Neisse se trouvent dans les monts de la Jizera.

## Sommets

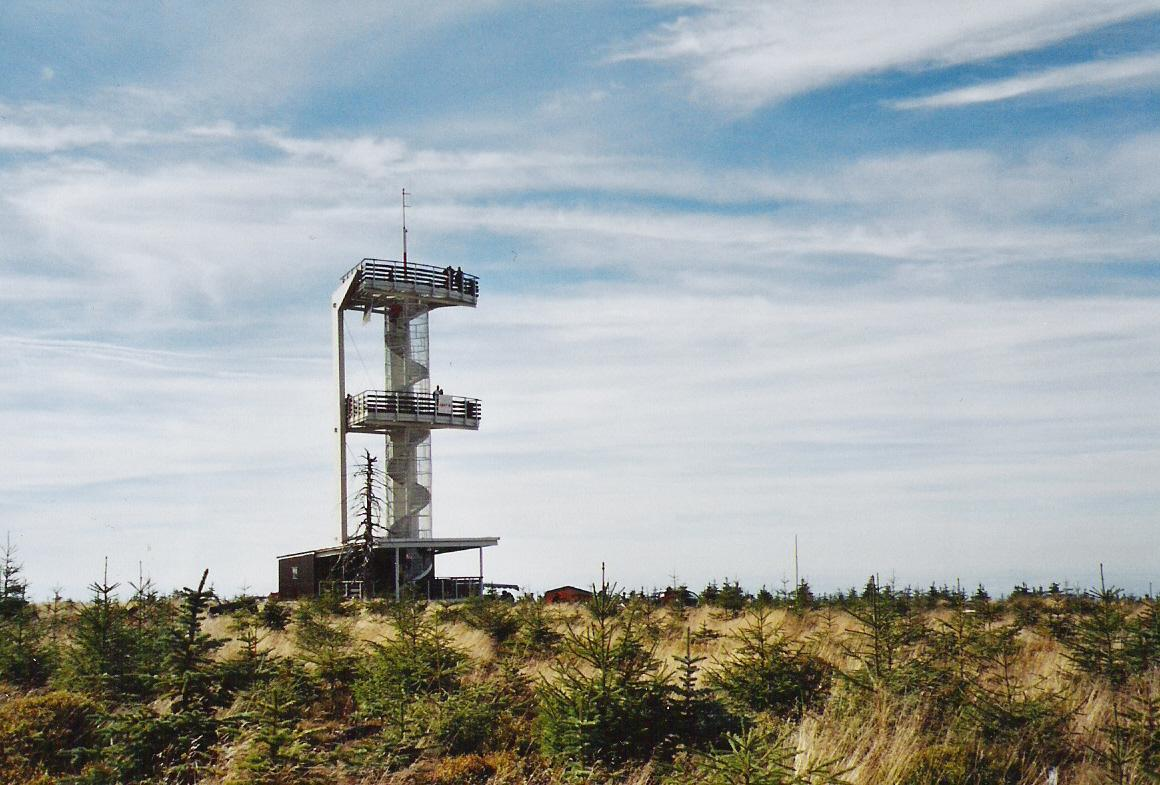
Déforestation au sommet de la Smrk en 2003

Les principaux sommets du massif sont :
- la Wysoka Kopa (de) (Hinterberg en allemand), près de Szklarska Poręba en Pologne, point culminant de la chaîne avec 1 127 m ;
- la Smrk (en) (Tafelfichte en allemand), point culminant du versant tchèque des monts de la Jizera avec 1 124 m. La tour d'observation à son sommet vient d'être reconstruite ;
- Jizera (de) (Siechhübel), 1 122 m ;
- Stóg Izerski (cs) (Heufuder), 1 107 m ;
- Smědavská hora (de) (Wittigberg), 1 084 m ;
- Bukovec (de) (Buchberg), 1 005 m ; l'un des plus hauts pitons basaltiques d'Europe ;
- Hvězda (cs) (Stefanshöhe), 959 m ;
- Černá Studnice (de) (Schwarzbrunnberg), 869 m ;
- Tanvaldský Špičák (de) (Tannwalder Spitzberg), 831 m près de Tanvald, où se pratique le ski ;
- Oldřichovský Špičák (cs) (Buschullersdorfer Spitzberg), 724 m.

## Histoire
Les premières traces d’habitat dans la région remontent à la préhistoire. Par la suite, les Celtes, des tribus germaniques, occupèrent les vallées jusqu'au Ve siècle. À la fin des grandes invasions, ils furent supplantés par les Sorabes de Lusace. Enfin au XIVe siècle, des colons venus d'Allemagne, s'établirent dans le pays, entreprirent de défricher la forêt primaire et créèrent les premiers villages.
Au XVIe siècle, plusieurs cristalleries virent le jour. Cette activité artisanale, fort consommatrice de bois de chauffe, bouleversa l’écosystème. La forêt primaire fut remplacée par l’épicéa, arbre à plus courte rotation de culture. Les autres industries importantes de la région sont l’extraction de l'étain, la métallurgie et les textiles.
La borne de Tabulový kámen (Tafelstein) (1 072 m) le long du versant nord de la Smrk (en) délimitait la frontière entre les terres des comtes de Gallas (de) à Friedland en Bohême, celles de la famille von Gersdorff de Meffersdorf (Haute Lusace) et celles des comtes de Schaffgotsch (de) de Schreiberhau en Silésie.
Dans la seconde moitié du XXe siècle, la culture des monts de la Jizera a été bouleversée. Les Allemands, expulsés en 1945, ont été remplacés par des Polonais et des Tchèques de chaque côté de la frontière. 
L’écosystème a beaucoup souffert des fumées de lignite émises par les centrales thermiques du bassin de Zittau. La pinède, asphyxiée et moins résistante aux différents parasites, a failli disparaître entièrement. Les sommets des montagnes, naguère densément boisés, sont à présent dénudés en partie à cause de la déforestation : de nouvelles routes ont été tracées à travers des espaces autrefois déserts. La situation ne s'améliore lentement que depuis la chute du Mur de Berlin en 1989. Les mines de lignite à ciel ouvert de l'ex-Allemagne de l'Est ont été fermées, ainsi que plusieurs grandes centrales thermiques. 
La colossale centrale thermique de Turów à Bogatynia (sur la rive polonaise de la Neisse) liée à la Mine de lignite de Turów, a été équipée de filtres anti-particules. Simultanément, des mesures de reforestation à grande échelle ont été adoptées.

## Tourisme

Rozdroże pod Cichą Równią dans les monts de la Jizera

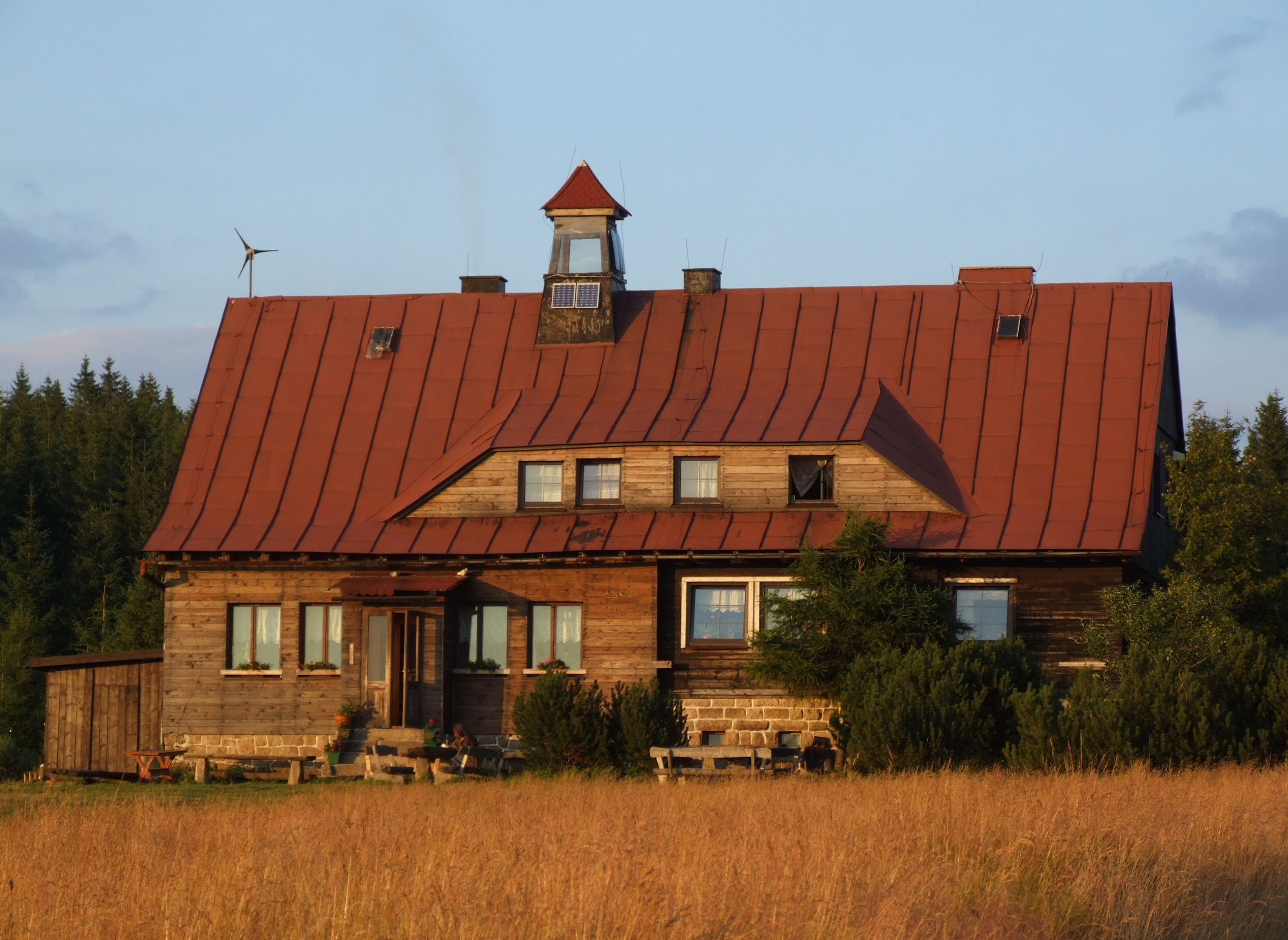
Le chalet de Chatka Górzystów sur le versant polonais des monts de la Jizera.

Les monts de la Jizera sont appréciés pour les sports d'hiver, le cyclisme et la randonnée pédestre. La seule station de ski, que ce soit de ski alpin ou de ski de fond, est Bedřichov, avec notamment la course de Jizerská padesátka. C'est aussi de là que partent les courses internationales de cross-country de Jizerská 50 et de Bieg Piastów (à Polana Jakuszycka).
Les villes de montagne sont Liberec, Frýdlant v Čechách, Nové Město pod Smrkem, Świeradów-Zdrój, Szklarska Poręba, Desná, Tanvald et Jablonec nad Nisou.
Près de cette dernière se trouve le barrage de Mšeno, construit entre 1906 et 1909.